# مثنى السرطاوي
مثنى مثقال السرطاوي هو جراح عظام كويتي متخصص في جراحة استبدال المفاصل وحاصل على البوردين الكندي والأمريكي، وهو صاحب تقنية «طريقة إجراء أسلوب جراحي توسعي مُعدَّل في جراحات تبديل مفصل الركبة بالكامل» ونال عنها براءة الاختراع من مكتب الولايات المتحدة لبراءات الاختراع والعلامات التجارية.

## مسيرته
تخرج السرطاوي من كلية الطب بجامعة الخليج العربي عام 2006، وأجرى تدريبه في قسم الجراحة العامة في مستشفى محافظة الفروانية العام في الكويت، ثم عمل كطبيب مقيم في قسم جراحة الأعصاب بجامعة ألبرتا بكندا عام 2007. ثم أنهى فترة العمل كطبيب مقيم في قسم جراحة العظام في جامعة دالهاوسي بمدينة هاليفاكس بكندا عام 2013. بعد إكمال إقامته حصل على الزمالة في زراعة المفاصل من المركز الطبي بجامعة راش عام 2014.
انضم السرطاوي لهيئة التدريس في جامعة إلينوي خلال الفترة من 2014 إلى 2019، كما شغل العديد من المناصب منها مدير مركز زراعة المفاصل في مستشفى presence في ولاية إلينوي، ورئيس قسم جراحة العظام في مركز christie clinic في شامبين.
ابتكر سرطاوي نهج بديل لجراحة تبديل مفصل الركبة يسمى "Modified Intervastus Approach to the Knee" من خلاله يتم عمل جراحة تبديل الركبة دون قطع الأربطة والعضلات مما يساعد في تقليص فترة التعافي.
قام السرطاوي بإجراء عمليات استبدال الركبة للعديد من الشخصيات المرموقة مثل سعود بن فهد آل سعود، وكان جزء من الفريق الطبي الذي أجرى عملية تغيير الركبة لجورج بوش الأبن.

## تكريمات
- كرمه صباح الأحمد الجابر الصباح لمساهمته في مجال الطب قائلا إنه «مصدر فخر للكويت».[16]

- تم تكريمه من الهيئة العامة للشباب الكويتية لإنجازاته في مجال جراحة العظام.[17][18]
- كرمه محافظ الفروانية الشيخ فيصل الحمود لإنجازاته في مجال جراحة العظام.[19][20]

## براءة الاختراع
- U. S. Patent 10.149.774BI: “Method of Performing A Modified Intervastus,” December 11, 2018

- U.S. Patent 9,931,213 B2: “Acetabular Cup and Insertion,” April 3, 2018

- U. S. Patent (Pending): “Proximally Fitting Femoral Stem Adjunctive Screw Fixation,” July 2019[21]

## مؤلفات
قام السرطاوي بتأليف والمشاركة في تأليف العديد من الأوراق البحثية حول حالات جراحة العظام منها:
- Sartawi، M؛ Rahman، H؛ Kohlmann، J؛ Leighton، R؛ Kersh، ME (2018). "A Retrospective Analysis of the Modified Intervastus Approach". American journal of orthopedics (Belle Mead, N.J.). ج. 47 ع. 12. DOI:10.12788/ajo.2018.0106. ISSN:1078-4519. PMID:30650164.
- Kohlman، James؛ Valle، Craig؛ Sartawi، Muthana (2017-07-12). "Modified Intervastus Approach to the Knee". The journal of knee surgery. Georg Thieme Verlag KG. ج. 31 ع. 05: 422–424. DOI:10.1055/s-0037-1604150. ISSN:1538-8506. PMID:28701009. {{استشهاد بدورية محكمة}}: تحقق من التاريخ في: |سنة= لا يطابق |تاريخ= (مساعدة)
- Sartawi، Muthana؛ Zurakowski، David؛ Rosenberg، Aaron (1 مارس 2018). "Implant Survivorship and Complication Rates After Total Knee Arthroplasty With a Third-Generation Cemented System: 15-Year Follow-Up". American journal of orthopedics (Belle Mead, N.J.). Frontline Medical Communications, Inc. ج. 47 ع. 3. DOI:10.12788/ajo.2018.0018. ISSN:1934-3418. PMID:29611846.
- Sartawi، Muthana M.؛ Rahman، Hafizur؛ Kohlmann، James M.؛ Levine، Brett R. (2020). "First Reported Series of Outpatient Total Knee Arthroplasty in the Middle East". Arthroplasty today. Elsevier BV. ج. 6 ع. 4: 807–812. DOI:10.1016/j.artd.2020.07.038. ISSN:2352-3441. PMC:7501405. PMID:32995414.
- Sartawi، Muthana؛ Quateen، Ahmed؛ Nataraj، Andrew؛ Medairos، Robert (2015). "Spinal Intradural Aneurysmal Bone Cyst: A Case Report". World neurosurgery. Elsevier BV. ج. 84 ع. 2: 593.e1–593.e5. DOI:10.1016/j.wneu.2015.02.012. ISSN:1878-8750. PMID:25769483.
- Darsaut، Tim E.؛ Sartawi، Muthana M.؛ Dhaliwal، Perry؛ Fox، Richard J. (2009). "Rapid magnetic resonance imaging–guided reduction of craniovertebral junction deformities". Journal of neurosurgery. Spine. Journal of Neurosurgery Publishing Group (JNSPG). ج. 10 ع. 1: 27–32. DOI:10.3171/2008.10.spi08304. ISSN:1547-5654. PMID:19119929.